# Polystichum suginoi
Polystichum suginoi är en träjonväxtart som beskrevs av Kurata. Polystichum suginoi ingår i släktet Polystichum och familjen Dryopteridaceae. Inga underarter finns listade.